# 维琴察足球俱乐部
维琴察足球俱乐部是意大利威尼托大区维琴察市的一家足球俱乐部。成立于1902年，目前在意大利足球丙級聯賽中参赛。

## 历史
维琴察队第一次参加意大利顶级联赛是在1911年，并闯入了决赛，但输给了维切利，是当时意大利最后的球队之一。
20世纪20年代和30年代，维琴察只在低级别联赛中参赛，直到1942年才回到意甲。在那个赛季最后一轮比赛中，维琴察客场6比2击败祖雲達斯保级成功。
1947年，维琴察获得意甲第5名，但在接下来的赛季中降级。50年代初期俱乐部麻烦不断，1953年被羊毛商人拉尼罗斯收购，俱乐部也更名为“拉尼罗斯·维琴察”。
1955至1975年间，俱乐部一直在意甲参赛，从未降级。1965-66赛季俱乐部获得第6名，巴西球员路易斯·维尼基奥以25个进球成为意甲最佳射手。
1974-75赛季维琴察降入乙级，但在1976-77赛季以意乙冠军的身份重返甲级。在随后的1977-78赛季，维琴察队获得意甲亚军，保罗·罗斯以24个进球成最佳射手。当时俱乐部被昵称为“皇家维琴察”，从祖雲達斯购买保罗·罗斯的转会费是创纪录的25亿里拉。但在接下来的1979-80赛季俱乐部降入乙级，1980-81赛季降入丙1。
1980年代中期，罗拔圖·巴治奧在维琴察开始了职业生涯，球队回到意乙，但在1987年再次降入丙1。
1990年，俱乐部将名称中的“拉尼罗斯”去掉，改回原名。1992-93赛季，主教练伦佐·乌利维耶里率领球队升入意乙，他的继任者法蘭斯高·古度連在1994-95赛季后率领球队返回意甲。
圭多林的球队获得了1996-97赛季意大利杯冠军，并进入了1997-98赛季欧洲杯賽冠軍杯四強，被車路士淘汰。
1999年球队降级，2000年回到甲级后又立即降级。在2004-05赛季的意乙降级附加赛中，维琴察输给了特列斯蒂纳，但由于热那亚和佩鲁贾被判降级，球队避免了降入丙1。
2018年1月18日，仲裁法院宣告维琴察破产。2018年5月24日，巴辛奴動力宣佈與维琴察合併改名為L.R.维琴察（L.R. Vicenza Virtus），2018-19賽季意丙聯賽中繼續以維琴察身份參加聯賽。

## 著名球员
| - 岩布仙尼（Massimo Ambrosini） - 罗拔圖·巴治奧（Roberto Baggio） - 卡邦尼（Benito Carbone） - 约阿希姆·比约克隆德（Joachim Björklund） - 高高（Francesco Coco） - 达保（Ousmane Dabo） - 當明尼高·迪·卡路（Domenico Di Carlo） - 默罕默德·卡隆（Mohamed Kallon） |  | - 奥迪罗（Marcelo Otero - 亚历山德罗·皮斯托内（Alessandro Pistone） - 保罗·罗斯（Paolo Rossi） - 卢卡·東尼（Luca Toni） - 路易斯·雲尼斯奥（Luis Vinicio） - 罗密欧·文迪（Romeo Menti） - 沙乌利（Lamberto Zauli） - 马西莫·马尔焦塔（Massimo Margiotta） |